# David Gans
Pour les articles homonymes, voir Gans (homonymie).
David Gans, né en 1541 à Lippstadt en Westphalie, et mort le 25 août 1613 à Prague, est un penseur, mathématicien et astronome juif ashkénaze qui a étudié notamment à Bonn et à Prague avec le Maharal. Il s'est intéressé aux sciences de son époque et a été l'un des premiers à mentionner Copernic, et ce d'une manière élogieuse.
Il a écrit Tsémah David traduit par Germe de David qui s'attache dans une partie à commenter des textes bibliques et rabbiniques et, dans une autre, qui rejoint des préoccupations plus universelles dont la science.